# 假帚枝龙胆
假帚枝龙胆（学名：Gentiana subintricata）为龙胆科龙胆属的植物，为中国的特有植物。分布于中国大陆的云南等地，生长于海拔3,400米至3,700米的地区，见于山坡草地，目前尚未由人工引种栽培。